# Pandeísmo
Pandeísmo (em grego πάν) é uma corrente filosófica que surgiu da mistura do panteísmo com o deísmo.
Corrente religiosa sincrética (do grego: πάν (pan), "todo" e do latim deus, "deus") proveniente da junção do panteísmo (identidade de Deus com o Universo) com o deísmo (O Deus criador do universo não mais pode ser localizado, senão com base na razão), ou seja, a afirmação concomitante de que Deus precede o Universo, sendo o seu criador e, ao mesmo tempo, sua Totalidade.
Como o deísmo, faz uso de razão na religião, o pandeísmo usa o argumento cosmológico, o argumento teológico e outros aspectos da chamada "religião natural". Tal uso se deu entre os disseminadores de sistemas filosóficos racionais, durante o século XIX.Também foi largamente empregado para identificar a expressão simultânea de todas as religiões.
Algumas Mitologias, tais como a nórdica, sugerem que o mundo foi criado da substância corporal de uma deidade inactiva, ou ser de capacidades similares; no exemplo citado, Odin, junto de seus irmãos Vé e Vili derrotaram e mataram o gigante Ymir, e de sua carne fizeram a terra, dos cabelos, a vegetação, e assim por diante, criando o Mundo conhecido. Semelhantemente, a mitologia Chinesa propunha a mesma estrutura, atribuindo à Pan Gu a criação dos elementos físicos que compõe o Mundo.
Aristóteles, discípulo de Platão, era um pandeísta, e acreditava numa divindade chamava o Primeiro Motor (ou Primeiro Movente), que havia dado início à criação de um universo, ao qual não estava ligado e não tinha interesse.
João Escoto Erígena em De divisione naturae (862-866), sua obra mais conhecida e também a mais importante, mostrava sua visão sobre a origem e a evolução da natureza, na tentativa de conciliar a doutrina neoplatônica da emanação com o dogma cristão da criação, também um livro posteriormente condenado.
Diversos autores descreveram o teólogo italiano Giordano Bruno como sendo um tipo de pandeísta.
Modernamente, Thomas Paine, filósofo britânico, e o naturalista holandês Franz Wilhelm Junghuhn redimensionaram os conceitos sobre deísmo e panteísmo em suas obras, introduzindo-as na mentalidade contemporânea. O termo Pandeísmo foi inventado por Moritz Lazarus e por Heymann Steinthal em 1859: "Man stelle es also den Denkern frei, ob sie Theisten, Pan-theisten, Atheisten, Deisten (und warum nicht auch Pandeisten?)" ("O homem deixa-o aos filósofos, se são Theístas, Pantheístas, Atheístas, Deístas (e porque não também Pandeístas?)". O mais extenso livro sobre pandeísmo foi escrito por Max Bernhard Weinstein em 1910.
Em um artigo intitulado, "Pandeísmo em Carlos Nejar", Otávio de Faria escreveu:
Se Deus é tudo isso, envolve tudo, a palavra andorinha, a palavra poço o a palavra amor, é que Deus é muito grande, enorme, infinito; é Deus realmente e o pandeísmo de Nejar é uma das mais fortes ideias poéticas que nos têm chegado do mundo da Poesia. E o que não pode esperar desse poeta, desse criador poético, que em pouco menos de vinte anos, já chegou a essa grande iluminação poética?
Em 2001, Scott Adams escreveu God's Debris (Restos do Deus), que propõe um formulário de Pandeísmo.